# 國柱

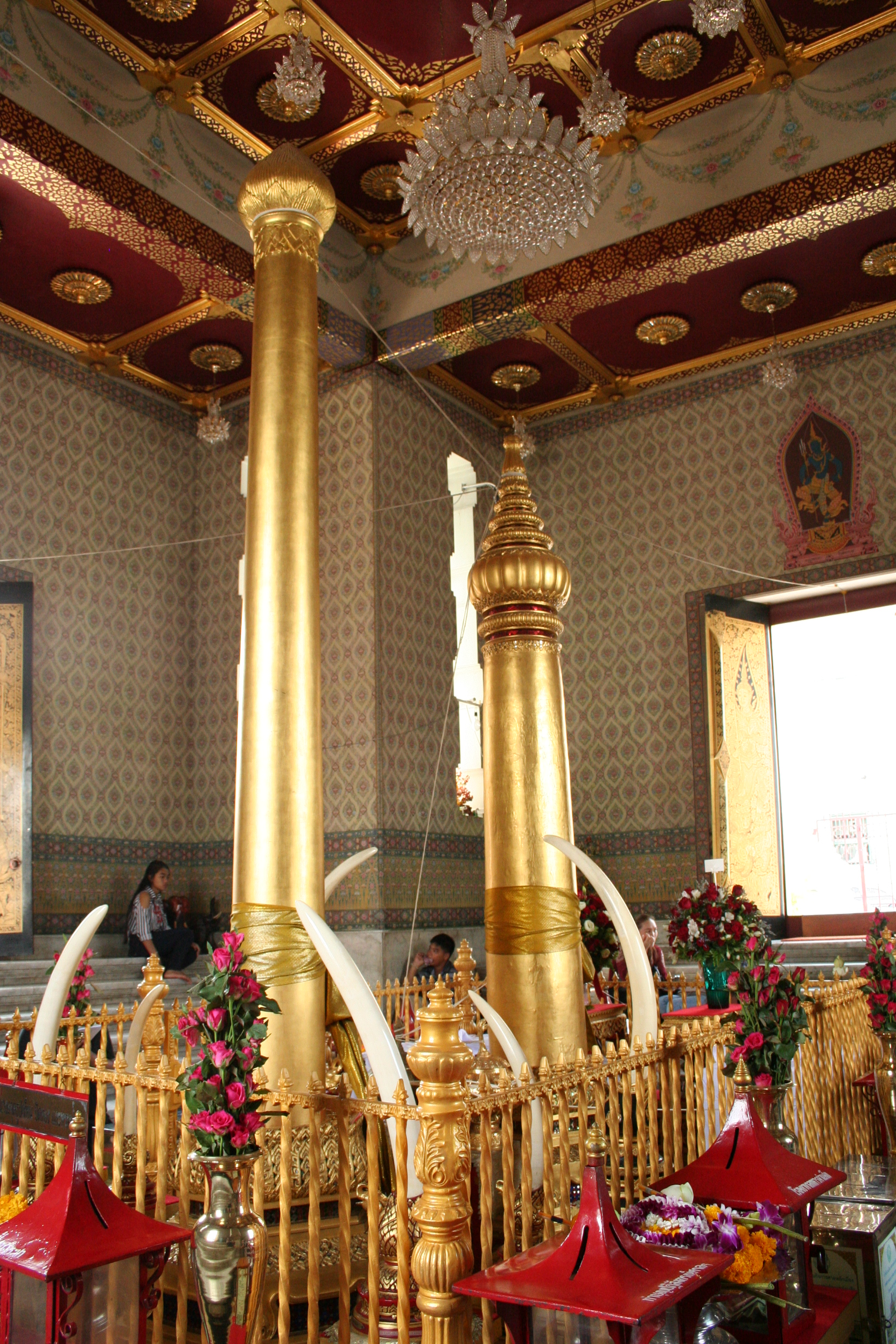
曼谷的两根国柱，较高者为拉玛一世时期制造，较矮者为拉玛四世时期制造

國柱（泰語： 發音：[làk mɯ̄ə̯ŋ]；皇家轉寫：Lak Mueang），是泰國人崇拜的柱狀物體，顶端雕成莲花状，源自婆罗门教的湿婆林伽石柱。泰国各府的大小城市都建有供奉国柱神（羅馬化：Chaopho Lak Mueang）的国柱神庙（羅馬化：San Lak Mueang），等同于城市守护神，或华人崇拜的城隍。
在城市树立国柱的做法源自婆罗门教仪式。按照婆罗门教传统，建立城池时要先在土地上树立一根木柱，取自阿勒勃或粉花决明等名贵树种。古代高棉人以阴茎形状的林伽石柱作为湿婆神的形象和王权象征，安置在国都和各处勐的城区中。这些石柱在台语民族民间信仰中是国家或城市的最高鬼神。
泰国的曼谷、宋卡、北榄、帕巴登、差春騷府、庄他武里府、碧差汶府，柬埔寨的马德望省是较早建有国柱庙的地区。曼谷和宋卡的国柱庙是拉玛一世统治时期建造。曼谷国柱庙建于1782年4月21日。北榄和帕巴登是在拉玛二世时期建造，差春骚、庄他武里、马德望的国柱庙是在拉玛三世时期建造。拉玛四世又在曼谷建造了第二个国柱。之后到1944年才有新的国柱建成，是因当时的銮披汶·颂堪政权计划迁都碧差汶府，所以在当地建造国柱庙。1992年，泰国内政部下令全国各府皆需建造国柱庙；但到2010年，仍有不少府分未修国柱庙。
国柱庙的建筑风格多种多样，如在华裔较多的府分，当地的庙即是中式风格，如宋卡、北榄、益梭通。黎逸的国柱建在城区湖中岛的泰式亭子内。

## 国柱神社

### 泰国
- 曼谷城隍庙
- 呵叻府城隍庙
- 素攀武里府城隍庙（天龙公园素攀古庙）
- 乌隆他尼府城隍庙
- 清莱市肚脐柱
- 洛坤府城隍庙
- 巴蜀府城隍庙
- 武里南府城隍庙
- 那空是贪玛叻府城隍庙
- 达叻府城隍庙
- 苏林城隍庙
- 大城府城隍庙
- 也拉府城隍庙
- 孔敬府城隍庙
- 叻丕府城隍庙
- 那空沙旺市城隍庙
- 宋卡府城隍庙
- 黎逸府城隍庙
- 素可泰府城隍庙
- 夜功府城隍庙
- 帕尧府城隍庙
- 彭世洛府城隍庙
- 尖竹汶府城隍庙
- 南城柱
- 本头庙 (华富里府)
- 本头庙 (北碧府)

### 老挝
- 翁得寺（英语：Wat Ong Teu Mahawihan）

## 图册

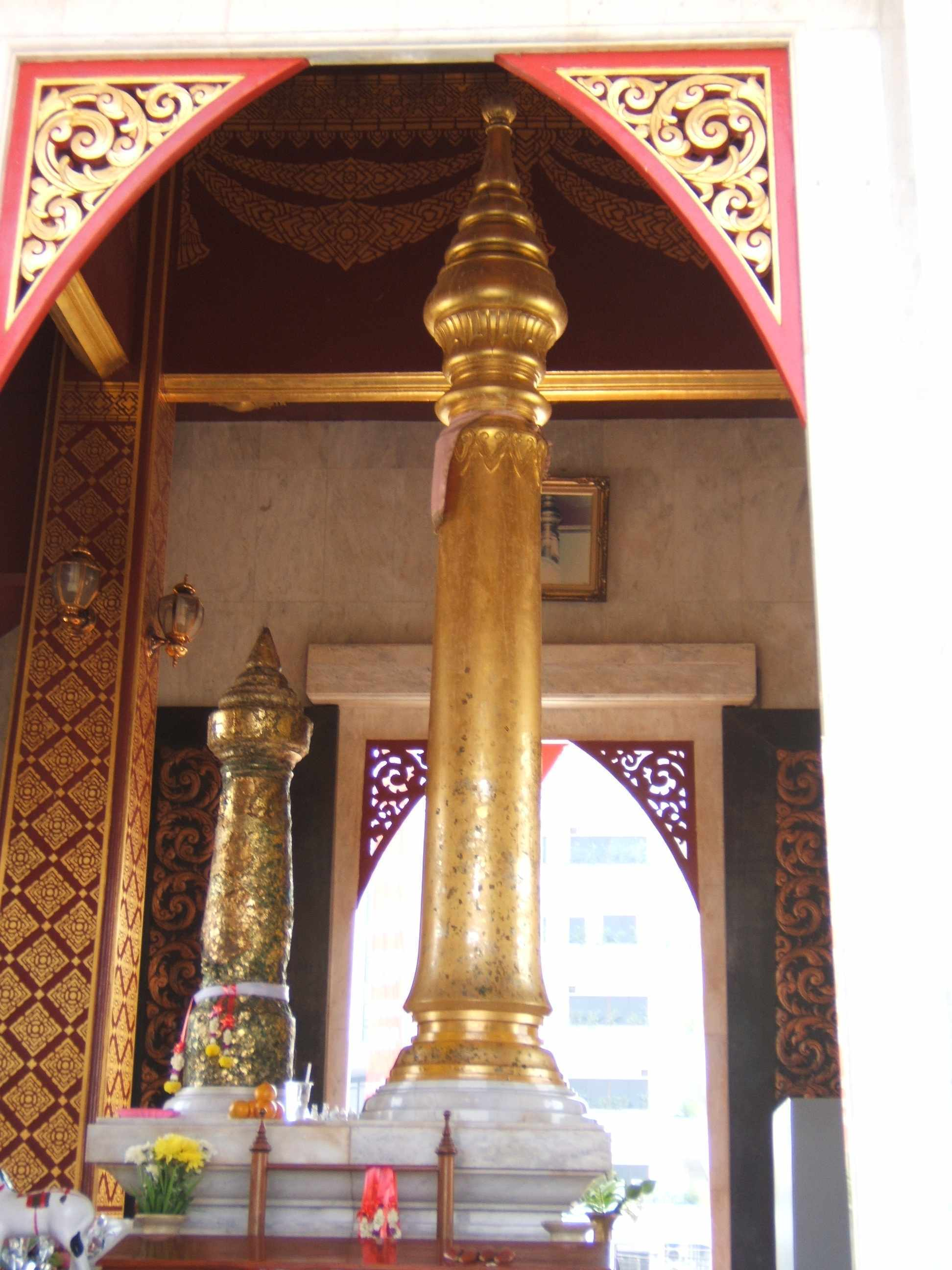
乌汶府
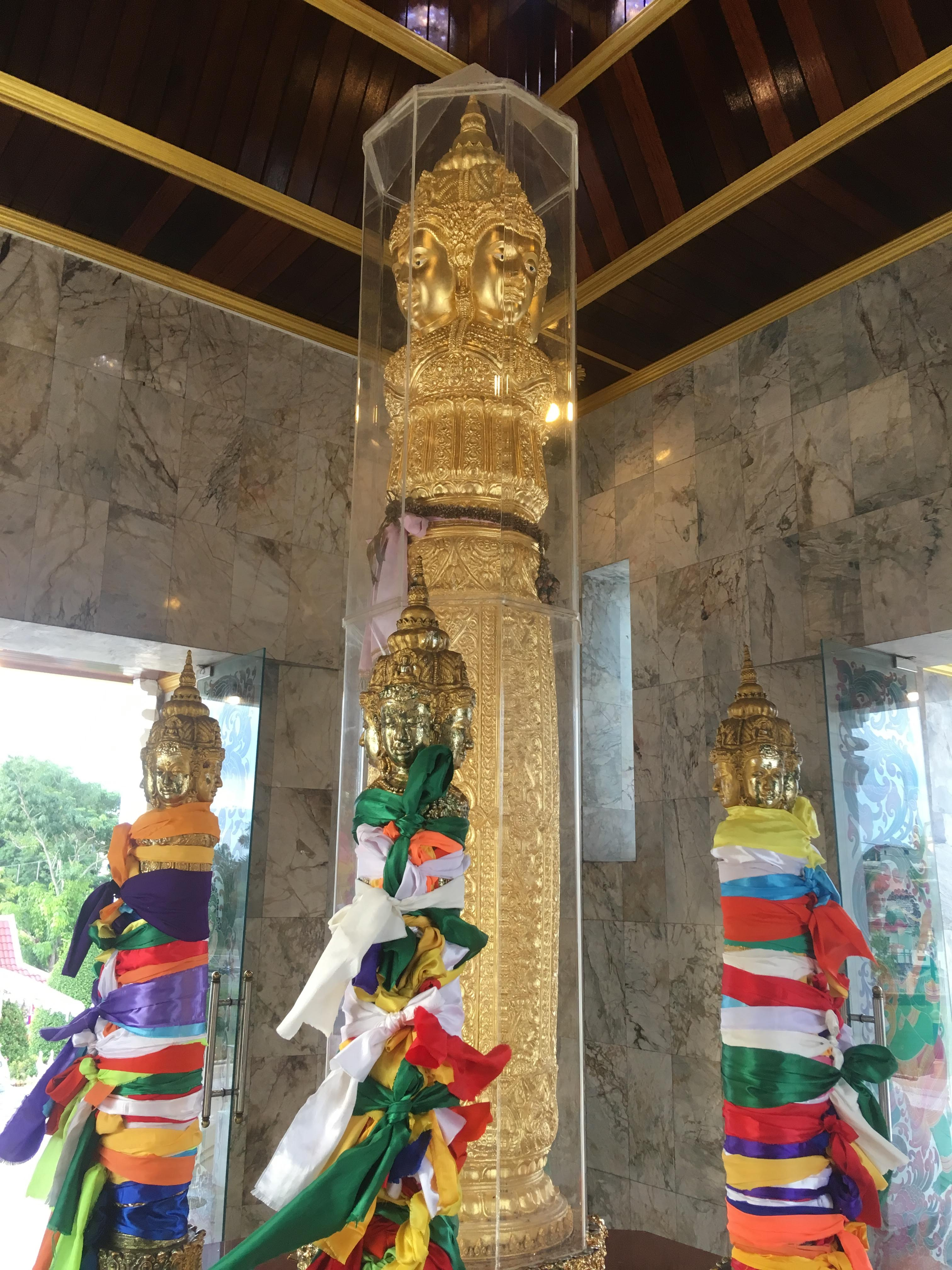
素叻他尼府
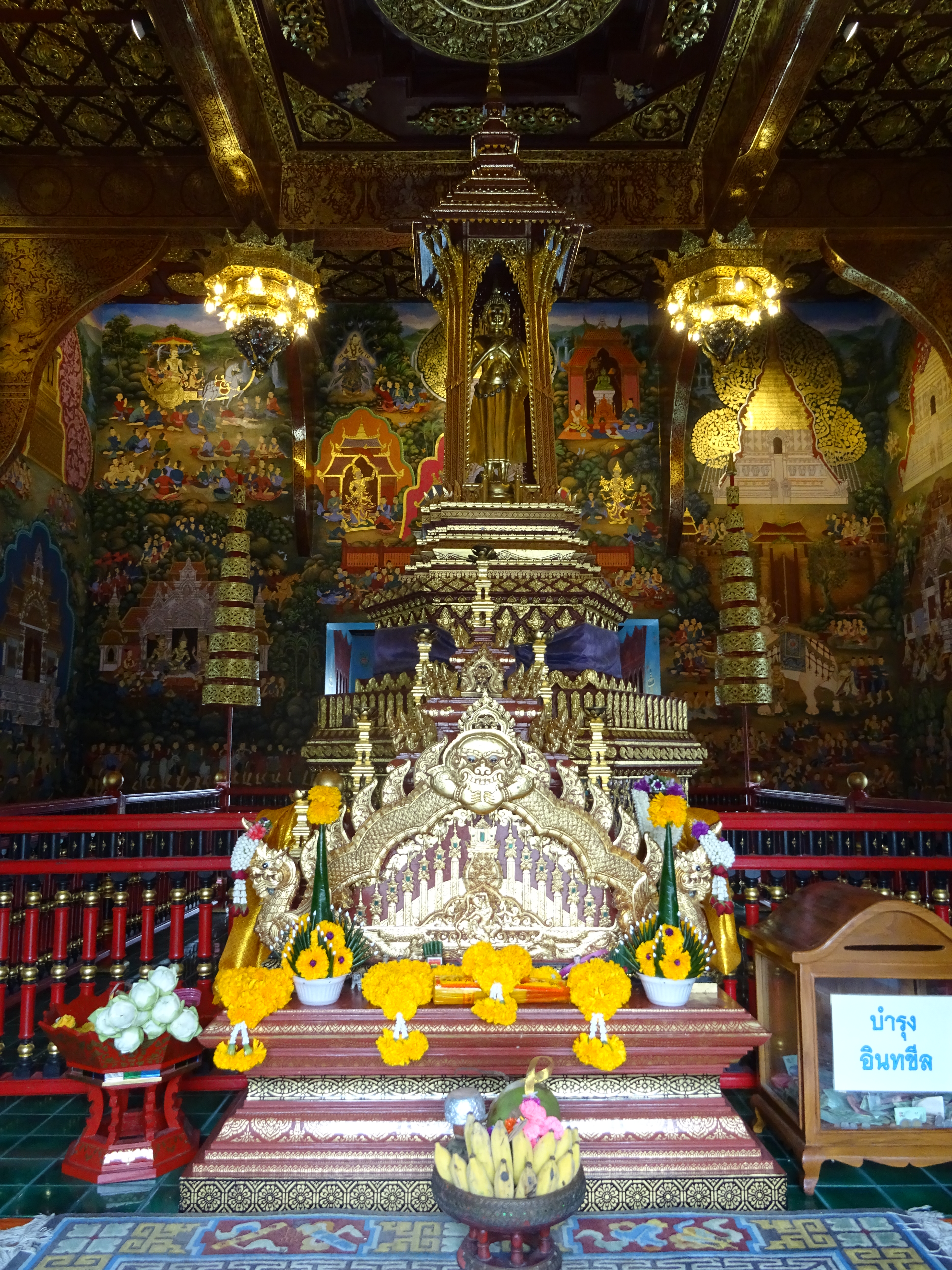
清迈府
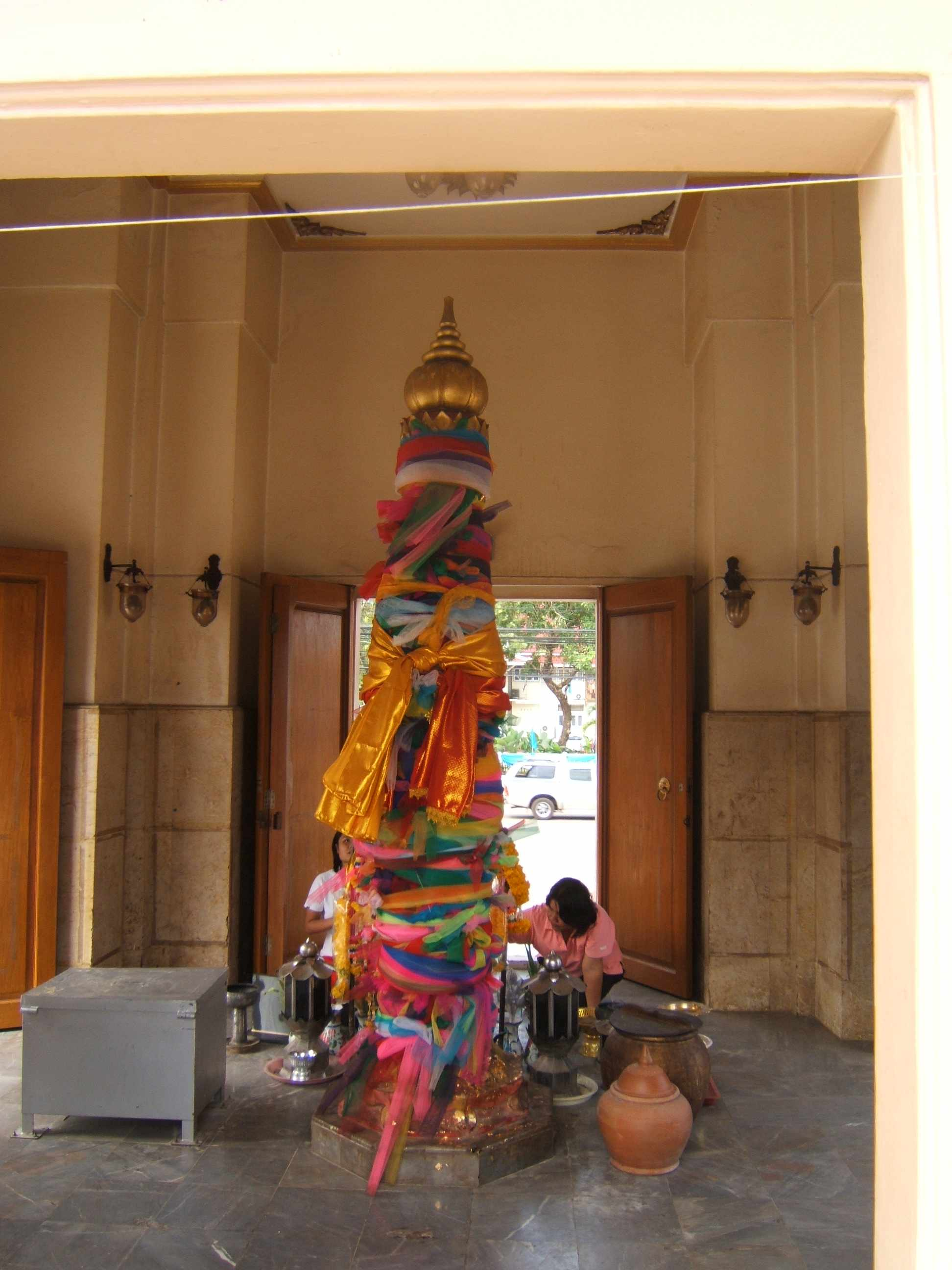
春蓬府
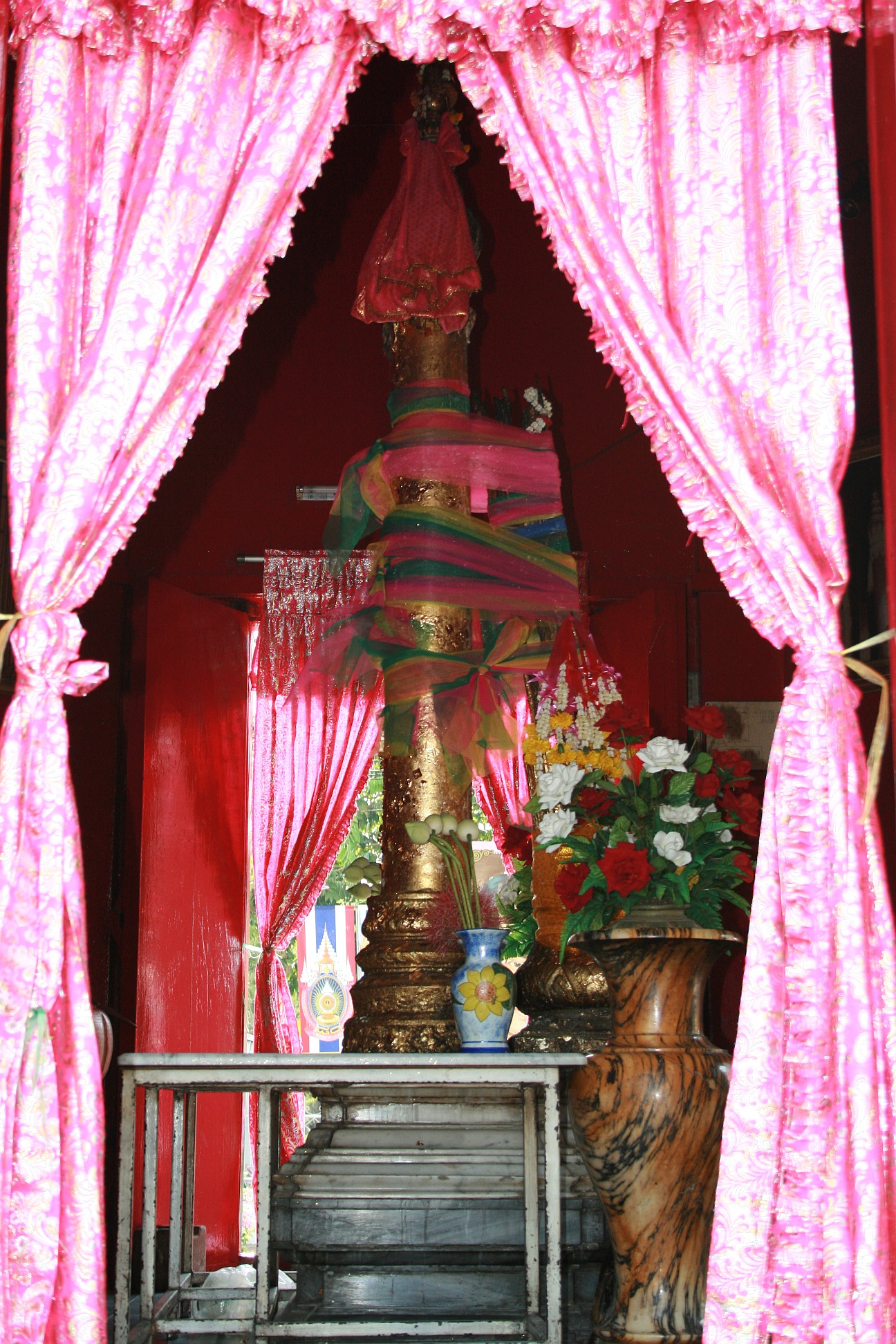
沙拉武里府
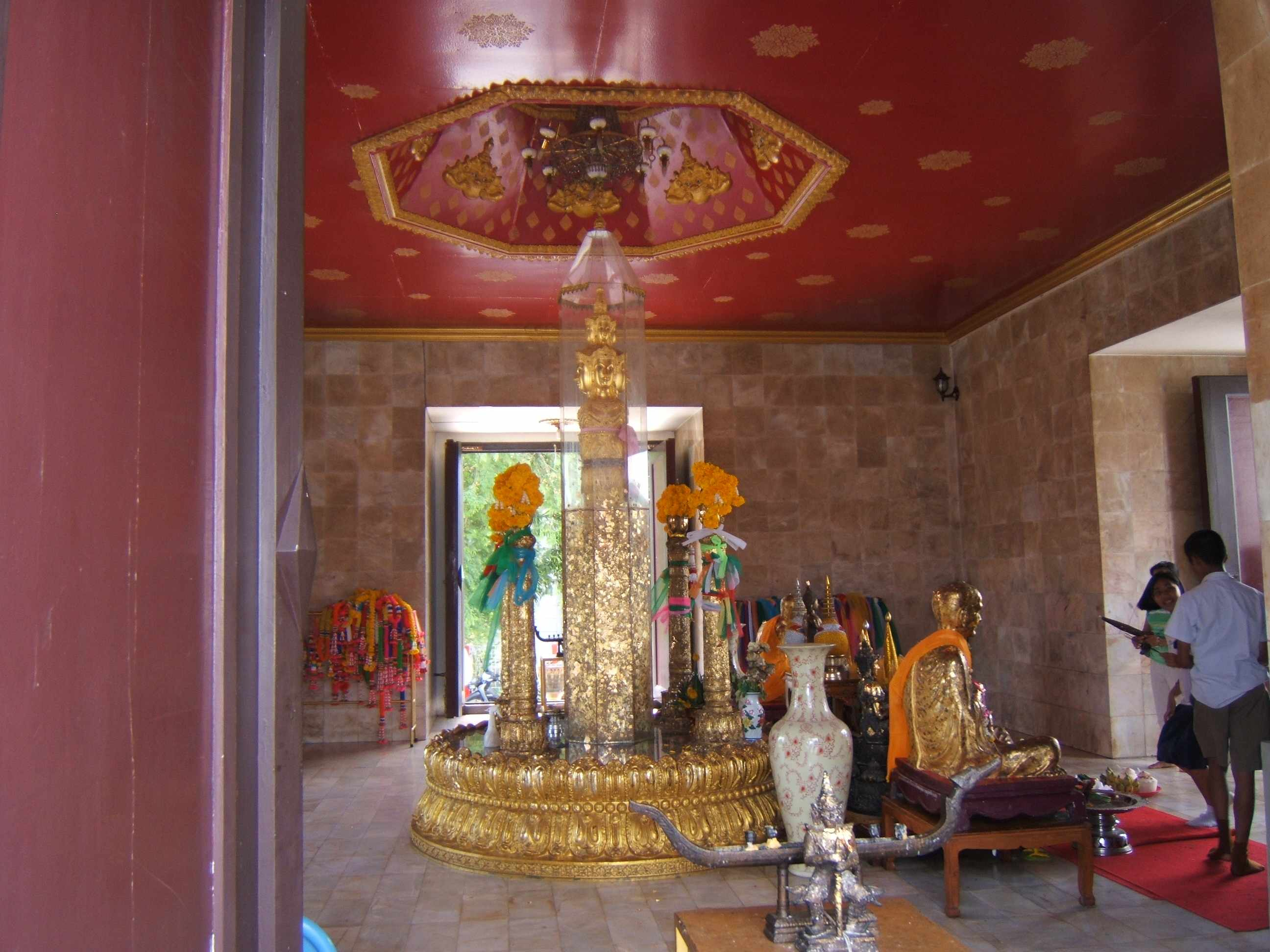
那空是贪玛叻府
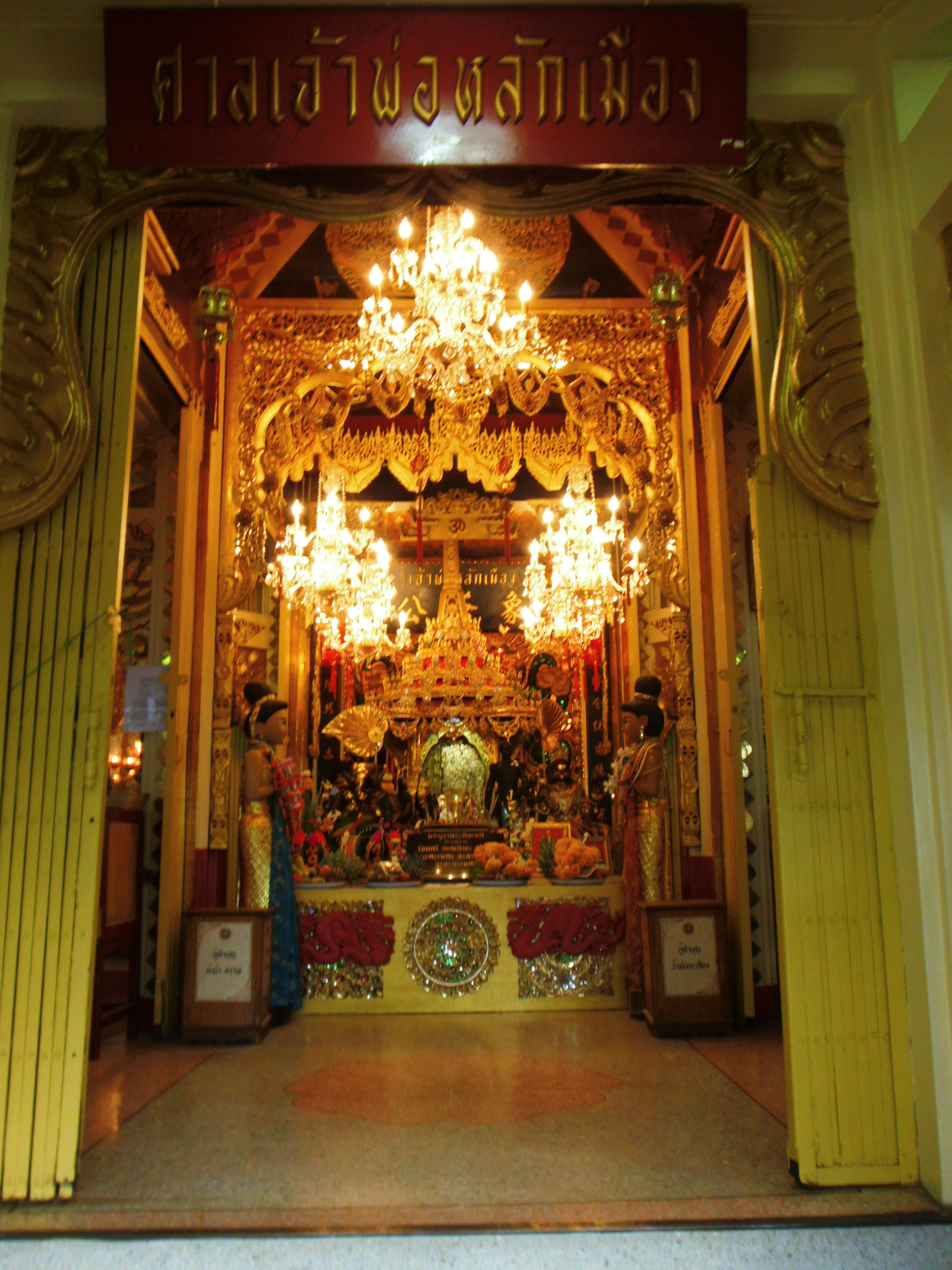
北榄府帕巴登县（英语：Amphoe Phra Pradaeng）
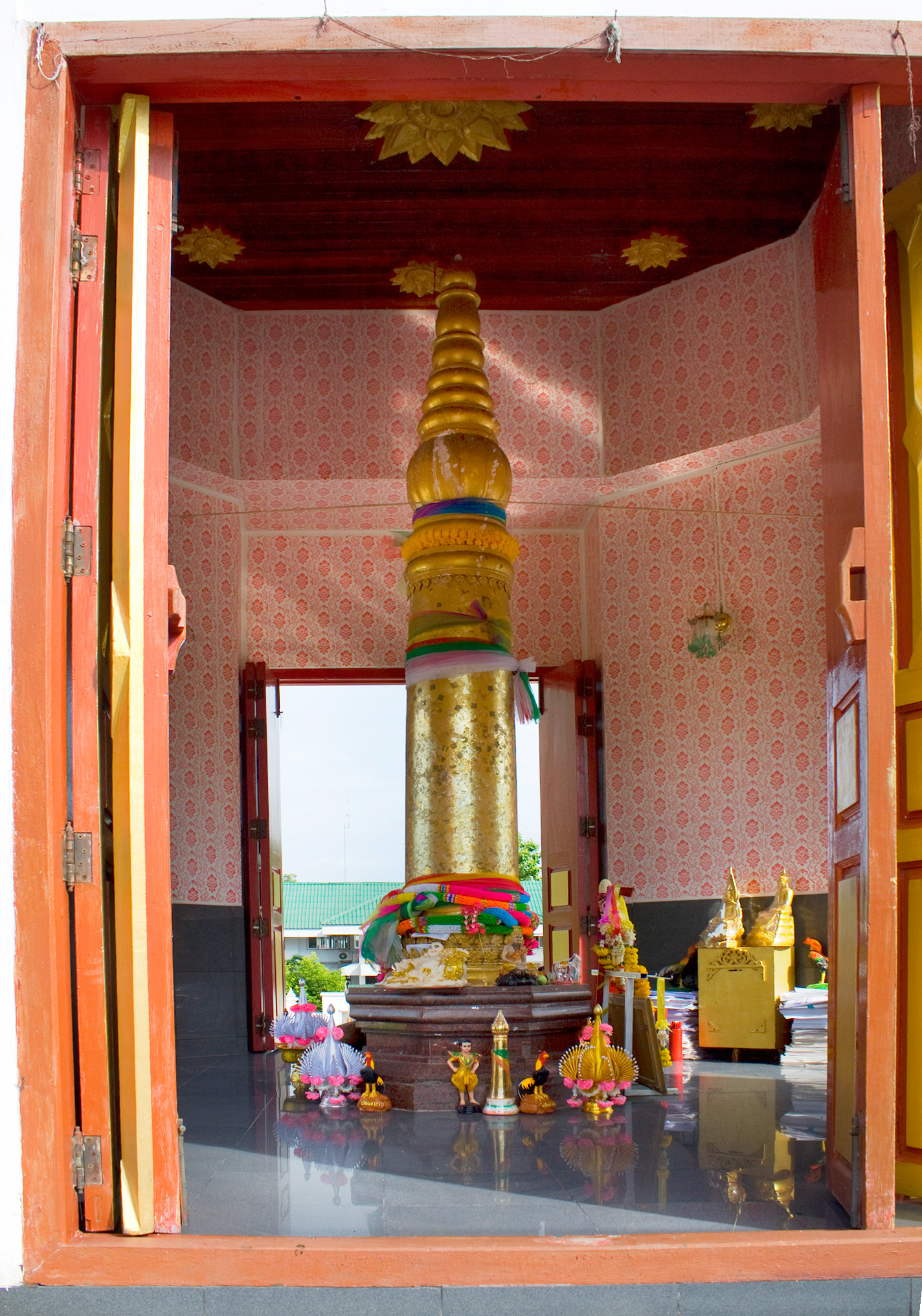
彭世洛府
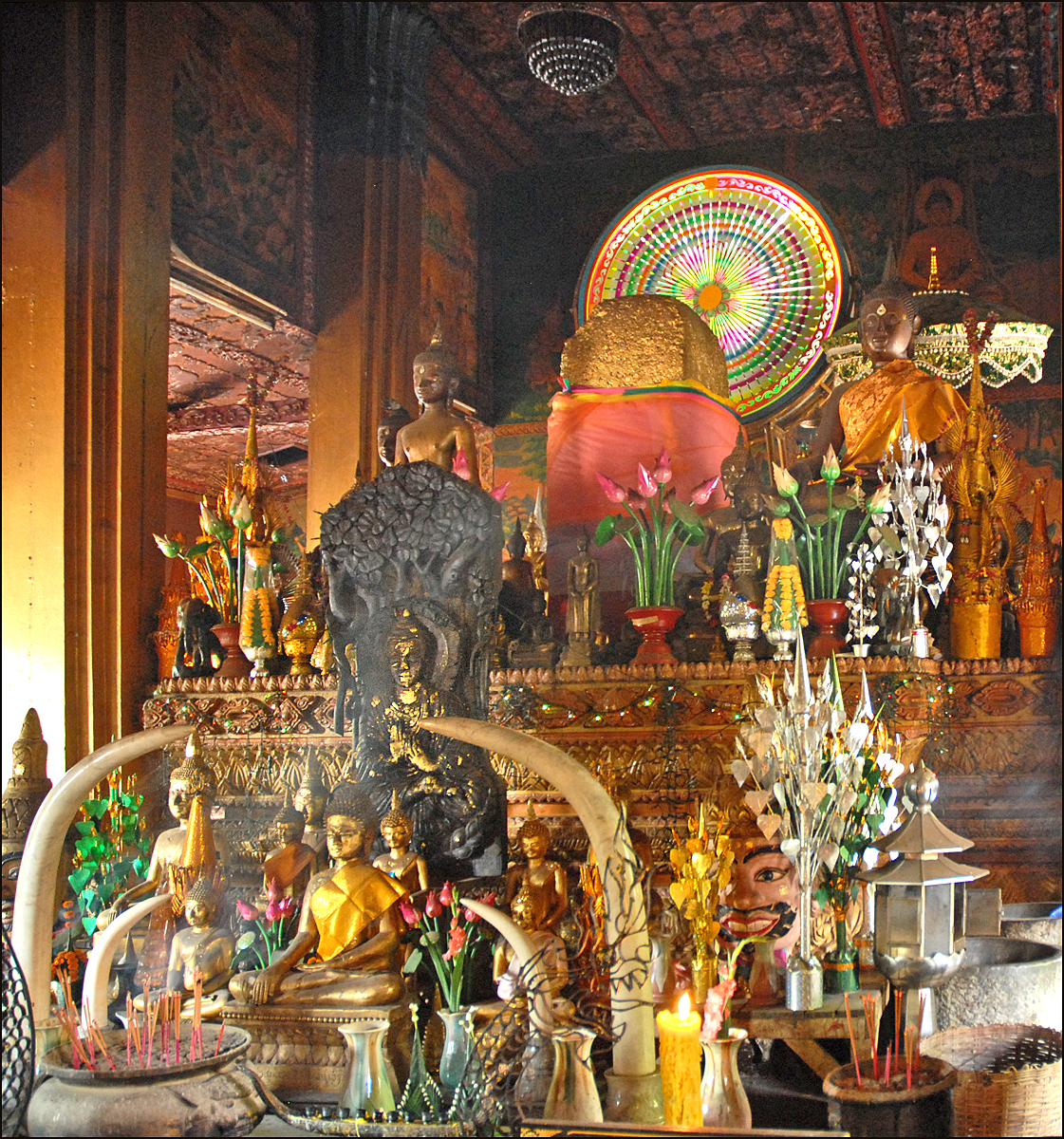
老挝万象

## 延伸阅读
- Terwiel, B.J.  (PDF). Journal of the Siam Society. July 1978, 66 (2): 159–71  [2023-07-06]. （原始内容存档 (PDF)于2023-07-07）.